# Charles Hamblin
Charles Hamblin (1922 – 14 de maio de 1985) foi um professor de filosofia, filósofo e cientista da computação australiano. Suas principais contribuições no campo da filosofia foram no estudo das falácias, e na ciência da computação, é lembrado pela ideia da pilha recursiva (ou LIFO, do acrônimo em inglês). Hamblin também fez importantes contribuições no campo da notação polonesa inversa.

## Obras
- Fallacies. Vale Press. ISBN 0916475-247